# Heilig Hartkathedraal (Sarajevo)
De Heilig Hart-Kathedraal (Kroatisch: Katedrala Presvetog Srca Isusova) in Sarajevo is de katholieke kathedraal van het aartsbisdom Vrhbosna. Dit kerkgebouw staat in het stadsdeel Oude stad in Sarajevo.
Het gebouw is gebouwd tussen 1884 en 1889, onder leiding van de architect Josip Vancaš.
Het ontwerp is gebaseerd op de Notre-Dame in Parijs en is neogotisch en bevat elementen uit de neoromaanse stijl. De kathedraal werd in 1889 geopend door de toenmalige bisschop van Dubrovnik.
Het kerkgebouw raakte beschadigd tijdens het Beleg van Sarajevo, maar is tegenwoordig weer hersteld in oude stijl. De kathedraal is een belangrijke bezienswaardigheid in Sarajevo.
Boven de deur hangt een zegel met het wapen en vlag van het Kanton Sarajevo.
In het stadswapen en de vlag van de stad Sarajevo komen de neoromaanse torens voor.

## Galerij

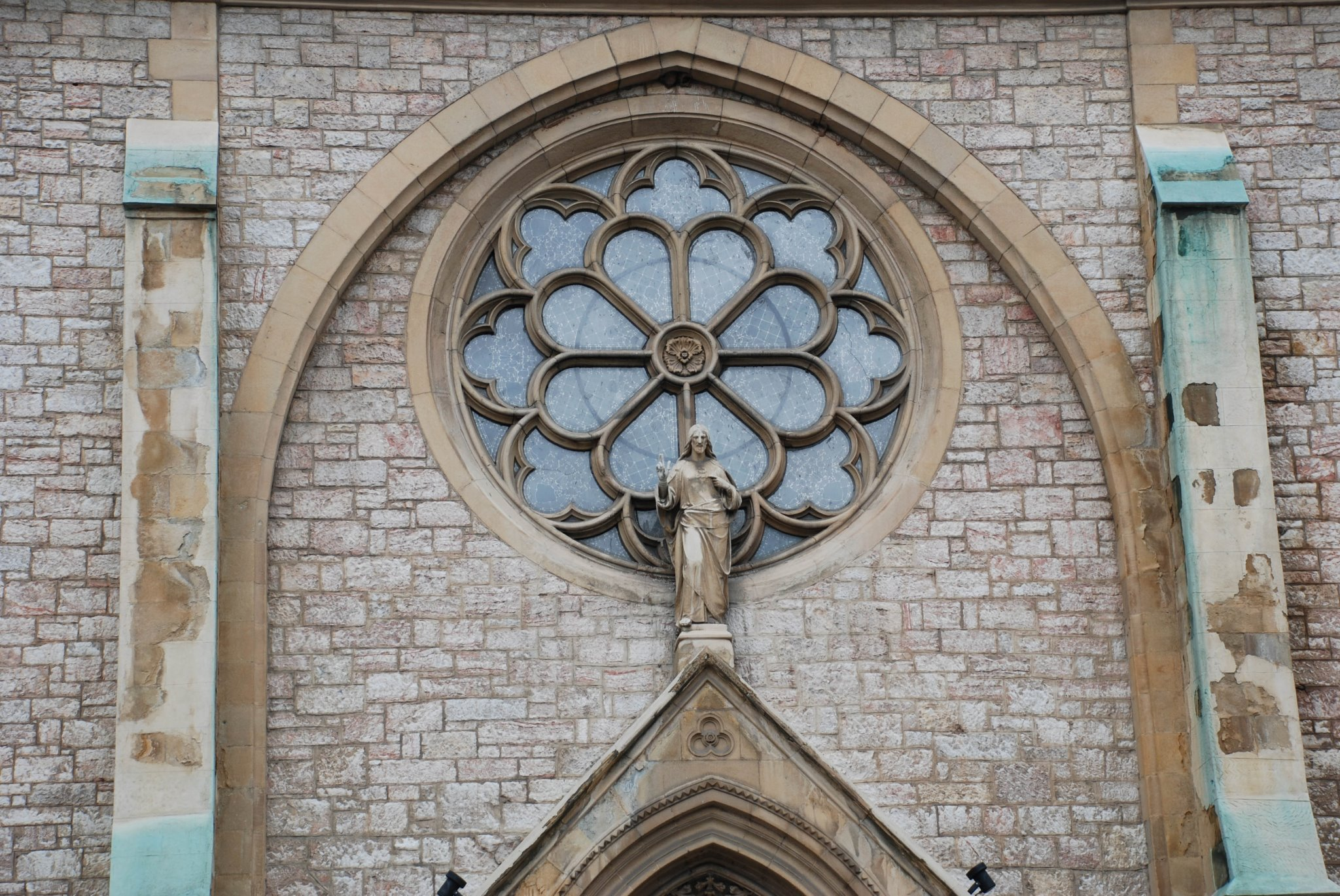
Het roosvenster
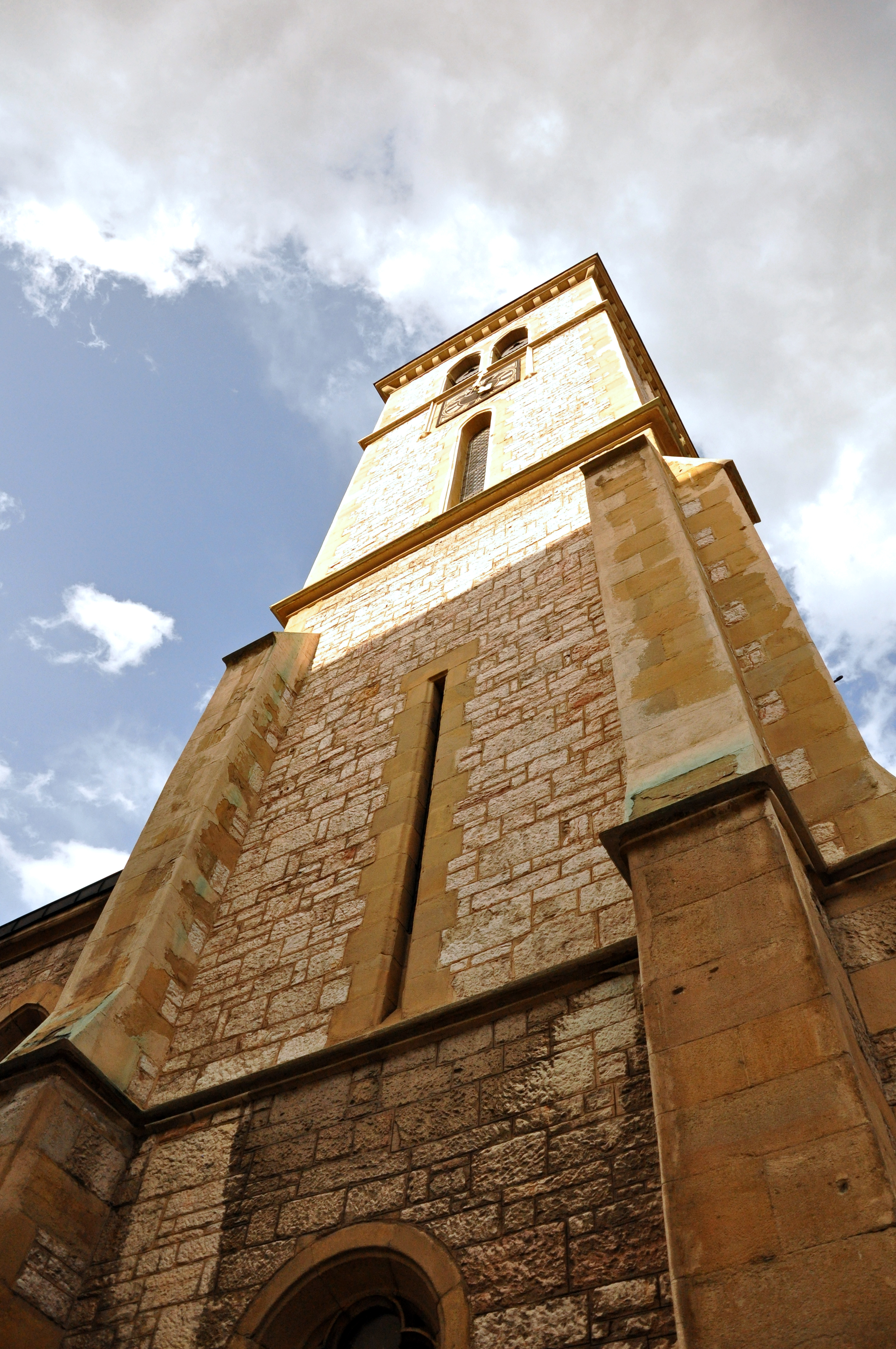
De toren
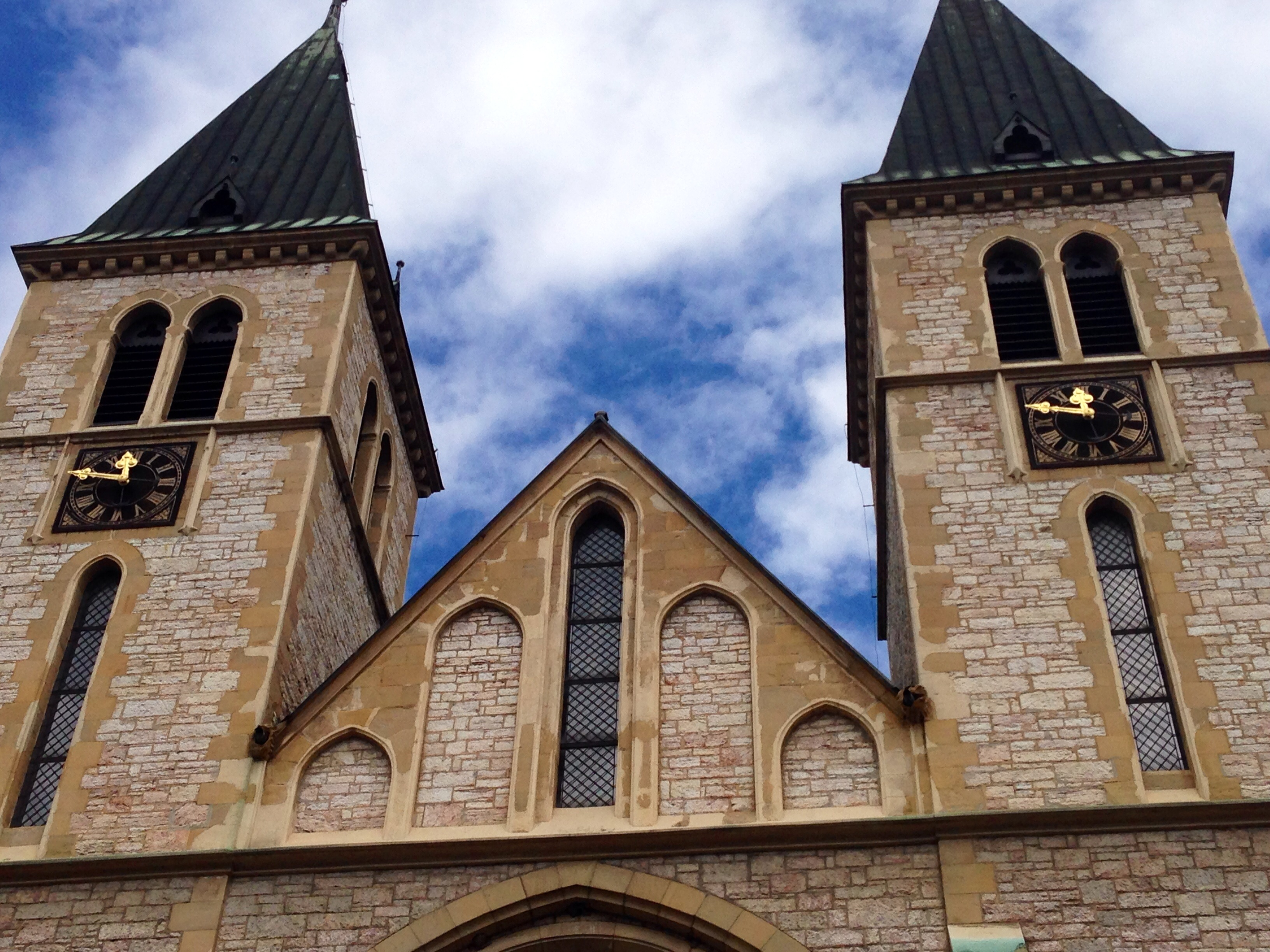
De klokkentorens
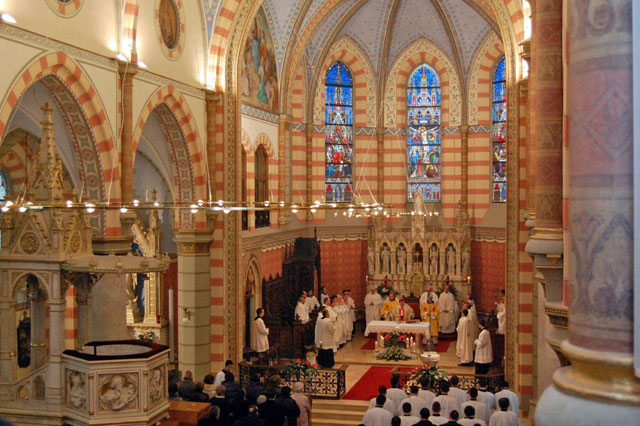
Het interieur
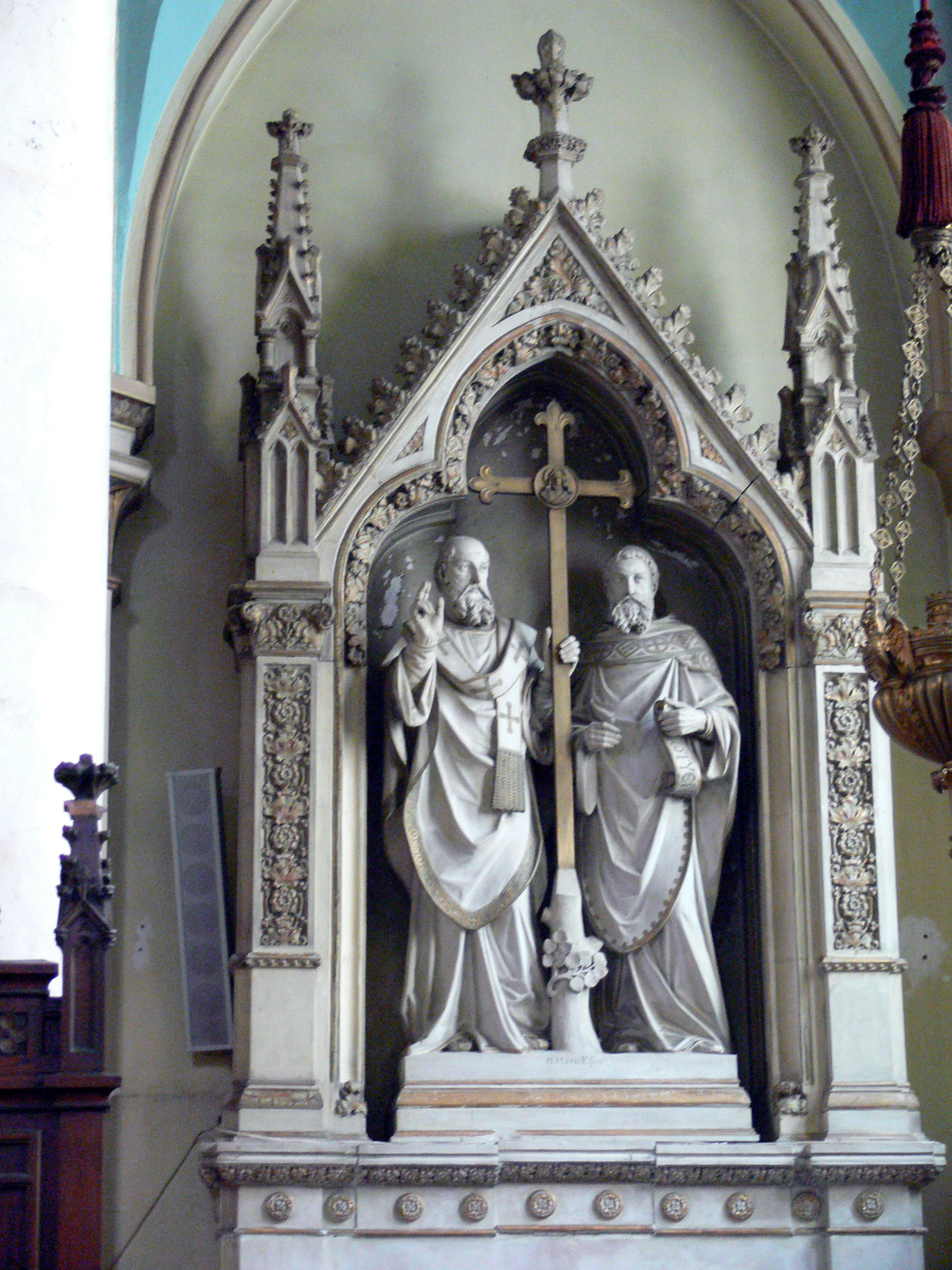
Het oltaar gewijd aan Cyrillus en Methodius (397 kg).
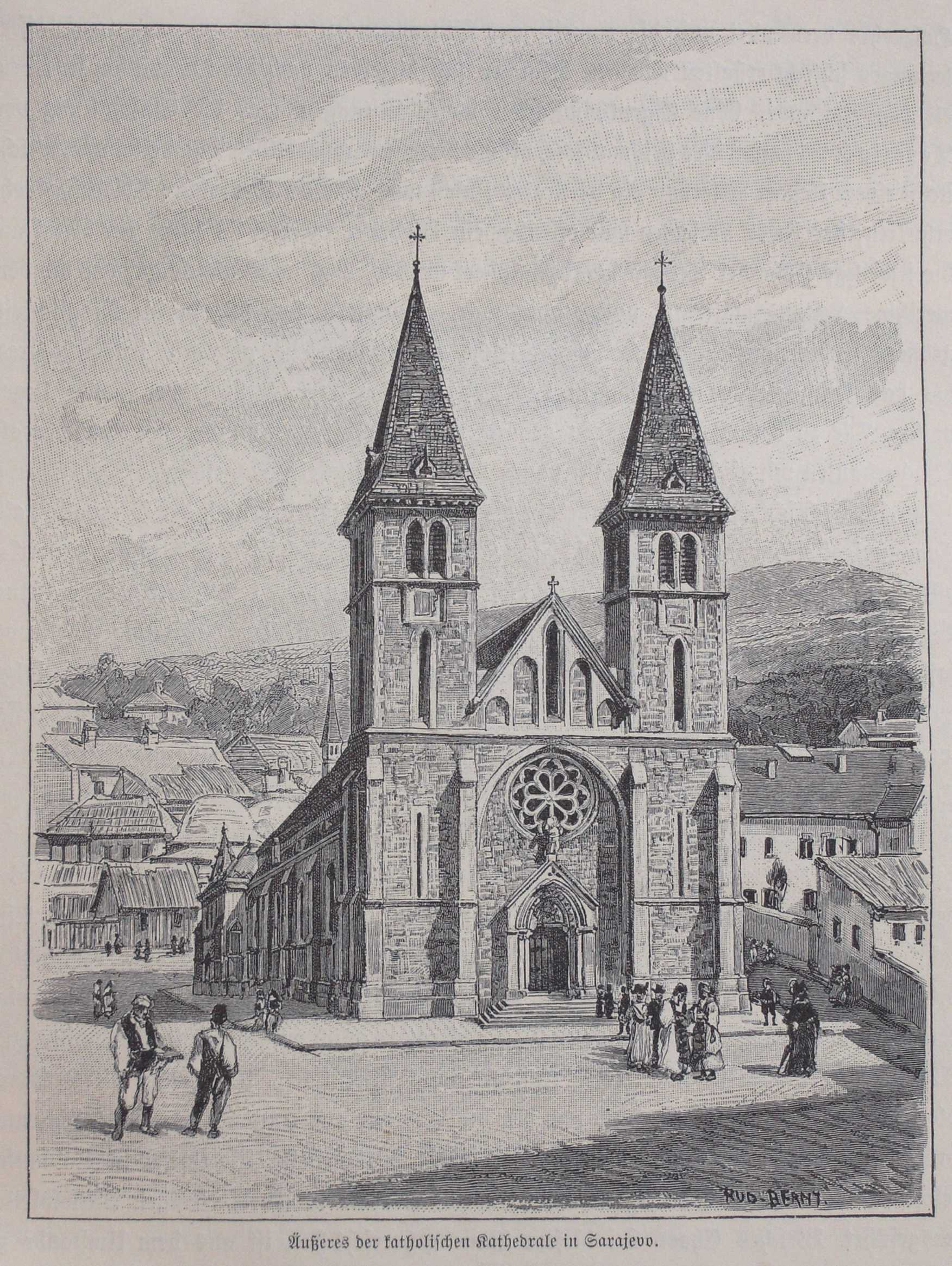
De kathedraal rond het jaar 1900.
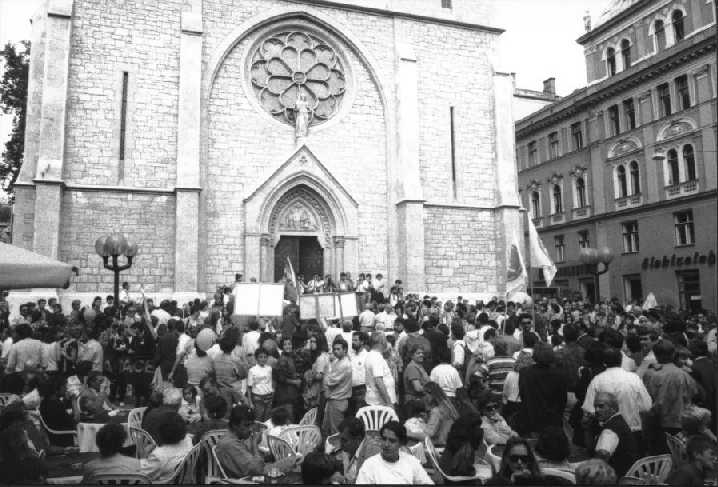
Een vredesprotest voor de kathedraal in september 1991 vóór de uitbraak van de Bosnische Burgeroorlog.
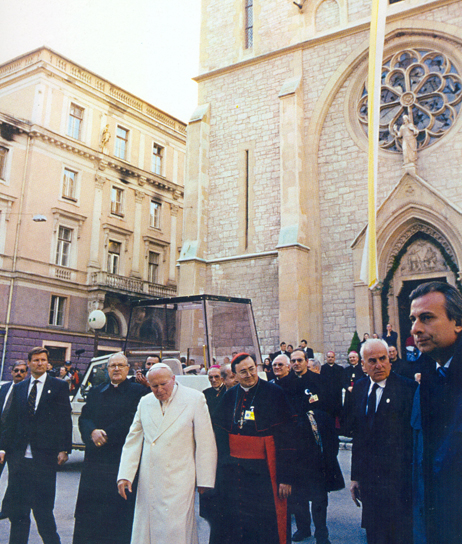
Paus Johannes Paulus II en Vinko Puljić tijdens het bezoek van de paus aan de kathedraal in 1997.
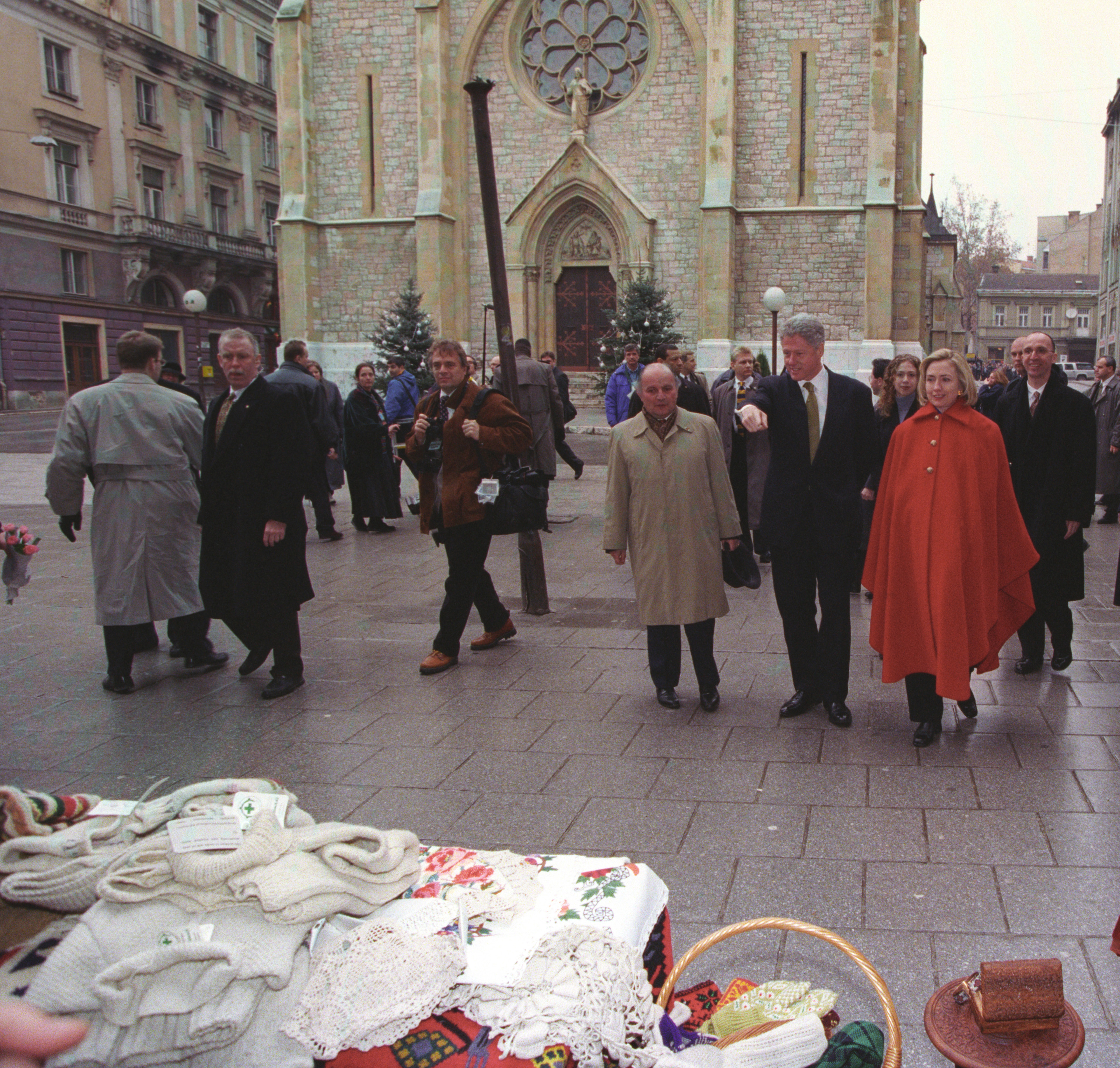
Bill Clinton en Hillary Clinton tijdens hun bezoek aan Sarajevo.